# Florham
Florham es una antigua propiedad construida para la familia Vanderbilt durante la Época Dorada que se encuentra en Madison y Florham Park, en el estado de Nueva Jersey (Estados Unidos). Fue edificada durante los años 1890 para Hamilton McKown Twombly y su esposa, Florence Adele Vanderbilt, miembro de la familia Vanderbilt. En la actualidad es parte del Campus Florham de la Universidad Fairleigh Dickinson. Era una de las diez casas más grandes de Estados Unidos.

## Historia
Florham fue construida entre 1893 y 1899 por Florence Adele Vanderbilt y su esposo, Hamilton McKown Twombly, para ser su residencia de campo. Florence, la nieta más joven y favorita del magnate del transporte Cornelius Vanderbilt, se casó con Twombly en 1877 tras conocerlo en unas vacaciones en Newport, Rhode Island.
En 1893, la pareja encargó a la firma McKim, Mead & White (los arquitectos de Old Penn Station y de la Rhode Island State House) que construyeran Florham. Las instrucciones a los arquitectos fueron construir «una casa del orden de la casa de campo de un caballero inglés... una casa completamente cómoda, sin la rigidez de la casa de la ciudad moderna». A partir de 1891, realizaron 37 compras para lograr una gran propiedad en la «millionaire's row» (o sea, la  fila de los millonarios) de Madison, un vecindario que albergaba varias otras propiedades de la Gilded Age pertenecientes a los Rockefeller, Dodge y Mellon.

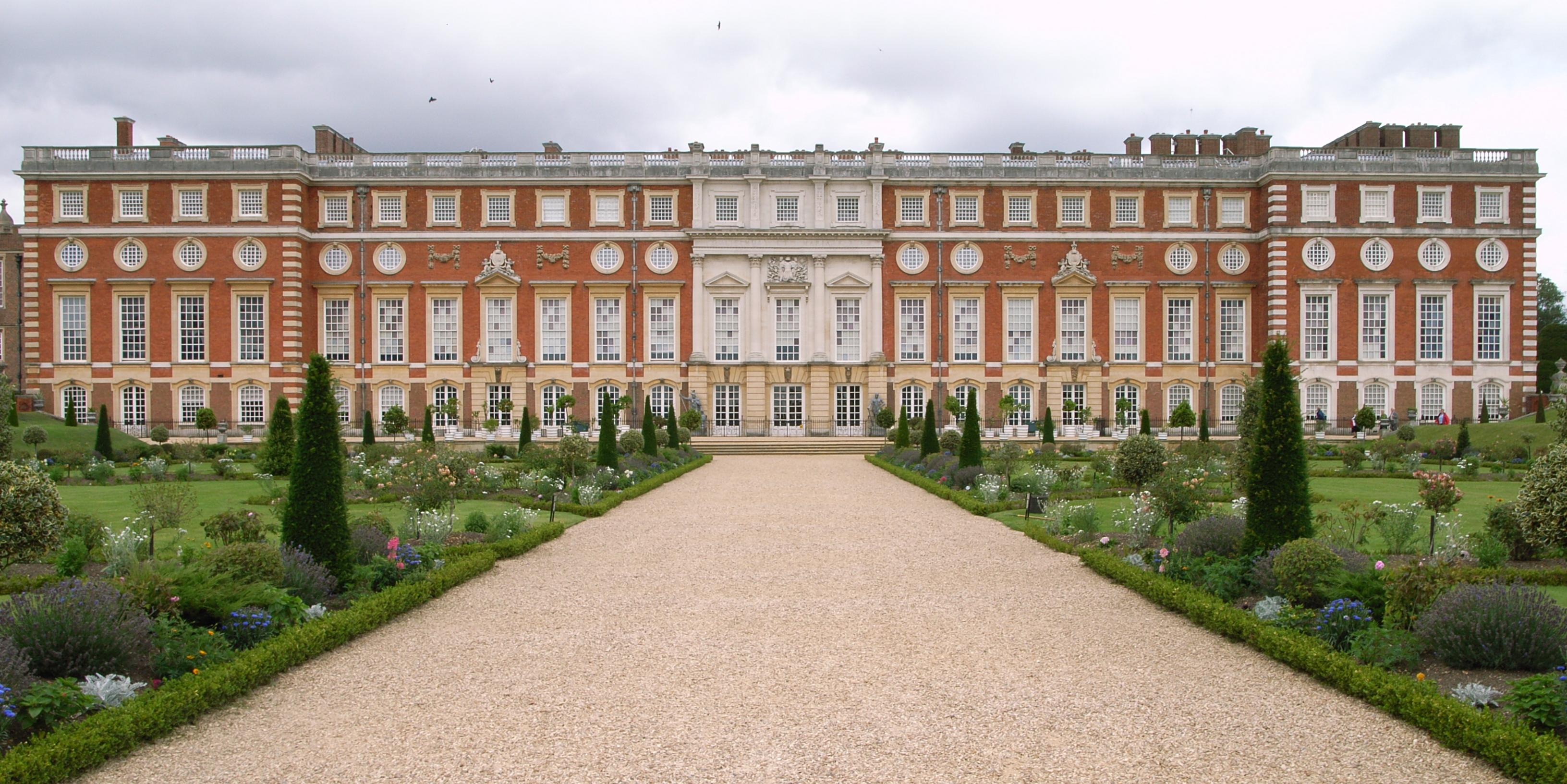
El ala Wren del Palacio de Hampton Court, la inspiración para Florham

Con 110 habitaciones, McKim, Mead & White diseñaron lo aún permanece como una de las diez mayores casas de Estados Unidos. El diseño de Florham se inspiró principalmente en Hampton Court, en la ampliación del palacio de finales del siglo XVII proyectada pore Christopher Wren bajo el reinado de Guillermo III y la María II; la inspiración es evidente especialmente en la distribución de la casa, en el uso de pilares y piedra y un ladrillo rojo contrastantes. El mobiliario interior, supervisado principalmente por Stanford White, incluyó varios tapices Barberini, un salón de baile estilo Luis XV y varias chimeneas renacentistas compradas en casas nobles italianas. Otro famoso neoyorquino, Thomas Edison —cuyos proyectos eléctricos iniciales habían sido apoyados por el esfuerzo conjunto de Twombly y J. P. Morgan—, diseñó personalmente el sistema de calefacción y la caldera de la mansión con un sistema de túneles por debajo de la casa.
La propiedad también incluía vastos invernaderos, incluido uno que aún hoy forma parte de la biblioteca de Fairleigh Dickinson, una granja lechera, establos, una caseta de entrada y unas cocheras. El célebre arquitecto del Central Park de Nueva York, Frederick Law Olmsted, recibió el encargo de ser el «arquitecto paisajista» de la propiedad y diseñó los jardines en un estilo italiano que sobreviven en la actualidad. Olmsted también diseñó otras propiedades de Vanderbilt, incluida Biltmore. Al ubicar el sitio de la mansión en una colina que domina el valle de Passaic y los prados de Black Brook, Olmsted le dijo a Twombly: «Tienes una extensión de paisaje hasta un fondo infinitamente remoto y con una perspectiva oscura... tanto como si tuvieras el estado de Nueva Jersey».
Entre la compra de los terrenos, la construcción de la mansión, los invernaderos, los establos y la granja, y el mobiliario interior, el coste total fue de unos 5 millones de dólares cerca de 146 millones de dólares de 2017). McKim Mead y White también trajeron a más de 600 trabajadores y familias de Italia para construir, y luego trabajar en la finca, especialmente como cultivadores de rosas. Esta comunidad fundó la base de la gran comunidad italiana de Madison.

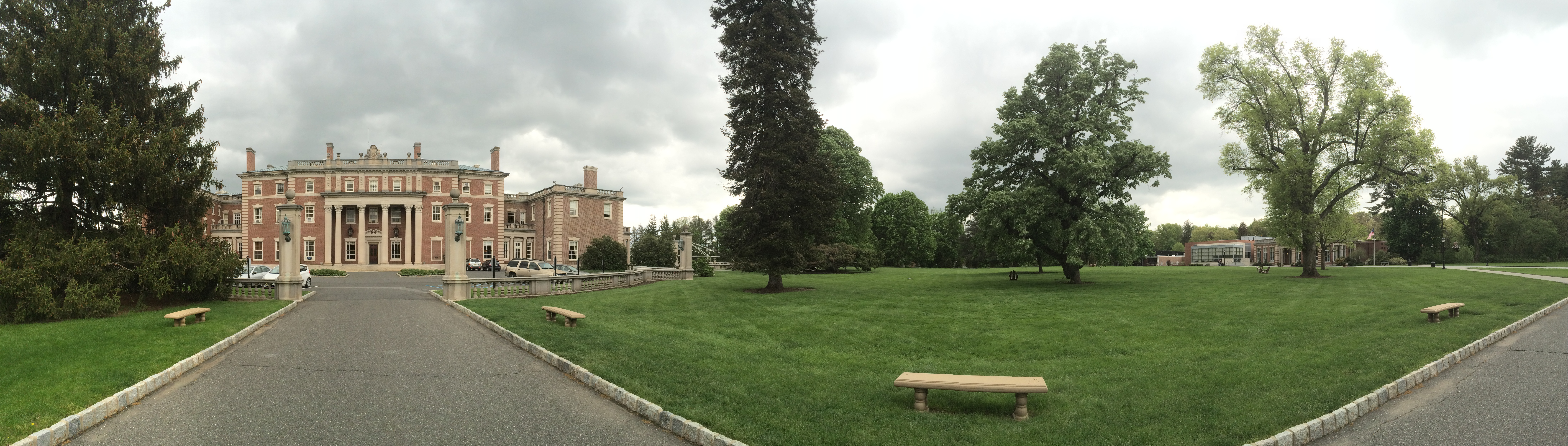
Panorama del acceso principal a la mansión de Florham

La familia, aunque a menudo en Nueva York o Newport, pasó la mayor parte de su tiempo en Florham y desarrolló una relación con la comunidad local. La familia eran todos miembros de la iglesia Episcopal Grace en Madison, que fue restaurada a la memoria de Florence en 1952. El coro de niños de la Iglesia Episcopal Grace, muy conocido y admirado en la zona, cantaba anualmente en la finca, cuando era ofrecido un espléndido banquete navideño con camareros completos. Los vitrales de Tiffany de la iglesia Grace, dedicados a Alice Twombly, una hija que murió trágicamente en 1896 a los 16 años poco antes de su presentación en sociedad, se pueden ver aun hoy en la animada parroquia.

### Florham y el declive de los Vanderbilt
Hamilton McKown Twombly murió en 1910; Florence le sobrevivió 42 años hasta su muerte en 1952, manteniendo el estilo de vida lujoso de la Gilded Age mucho después de la muerte de su esposo. De los dos hijos sobrevivientes de Florence, Ruth Twombly y Florence Twombly Burden, solo Florence Burden se casó y tuvo dos hijos. En el momento de la muerte de Florence Vanderbilt en 1952, sin embargo, gran parte de la élite industrial y terrateniente del país había desaparecido en los cambios sociales que vinieron con la Gran Depresión y la Segunda Guerra Mundial. La familia Burden no pudo continuar con el estilo de vida de Florham, y la propiedad se dividió y se vendió en 1955. Ninguna de las numerosas propiedades de los Vanderbilt permaneció en la familia, salvo Biltmore. Arthur T. Vanderbilt II señaló:

Estas magníficas casas de campo... fueron construidas para convertirse precisamente en el equivalente de esos palacios del Viejo Mundo, grandes casas ancestrales que proclamarían durante siglos, para siempre, el protagonismo de los Vanderbilt... Pero no funcionó de esa manera. Lejos de convertirse en hogares ancestrales, estos monumentos a la riqueza ilimitada, construidos para la eternidad, apenas se utilizaron durante toda la vida. Ninguno fue ocupado por la siguiente generación.
Florham: An American Treasure (2016)

Varios meses antes de la subasta de venta de la propiedad, William Burden, hijo de Florence Twombly Burden, entregó docenas de accesorios interiores de la casa a la Casa Blanca. Muchos de estos artículos permanecen en la colección de la Casa Blanca, incluidas varias sillas de la finca, que se colocaron en el Despacho Oval bajo los presidentes George W. Bush, Barack Obama y Donald Trump.

## Universidad Fairleigh Dickinson
Florence y su hija Ruth murieron en 1952 y 1954, respectivamente, y la propiedad se dividió, y la mayor parte de la parte inferior, ocupada por la granja lechera y los establos, fue a Exxon, que luego se desarrolló en un parque corporativo. La mansión, con 178 acres de jardines (78 ha), la cochera y los invernaderos se vendieron en 1957 a la Universidad Fairleigh Dickinson en expansión, para ser el campus de la escuela en el condado de Morris. Financiada por el coronel Fairleigh S. Dickinson en Rutherford, Nueva Jersey, para ser una escuela de artes liberales en el norte de Nueva Jersey, la Universidad ahora tiene 4 campus en tres países. El presidente fundador de Fairleigh Dickinson, Peter Sammartino, supervisó la compra de la propiedad, la renovación apresurada y su apertura a los estudiantes en el otoño de 1958.
La cochera fue remodelada como los laboratorios de ciencias de la Universidad, y el invernadero se conservó y ahora funciona como sala de lectura de la biblioteca del campus. Si bien algunas partes de la propiedad se han remodelado para uso educativo, la Universidad ha tenido cuidado de preservar su historia y medio ambiente. Al darse cuenta de la responsabilidad y la oportunidad de este tesoro de Vanderbilt, la Universidad se ha dedicado a la restauración gradual tanto de la mansión como de los terrenos. En 1990, Friends of Florham se fundó para voluntarios que investigan la historia del edificio y donan para su mantenimiento.

## Galería

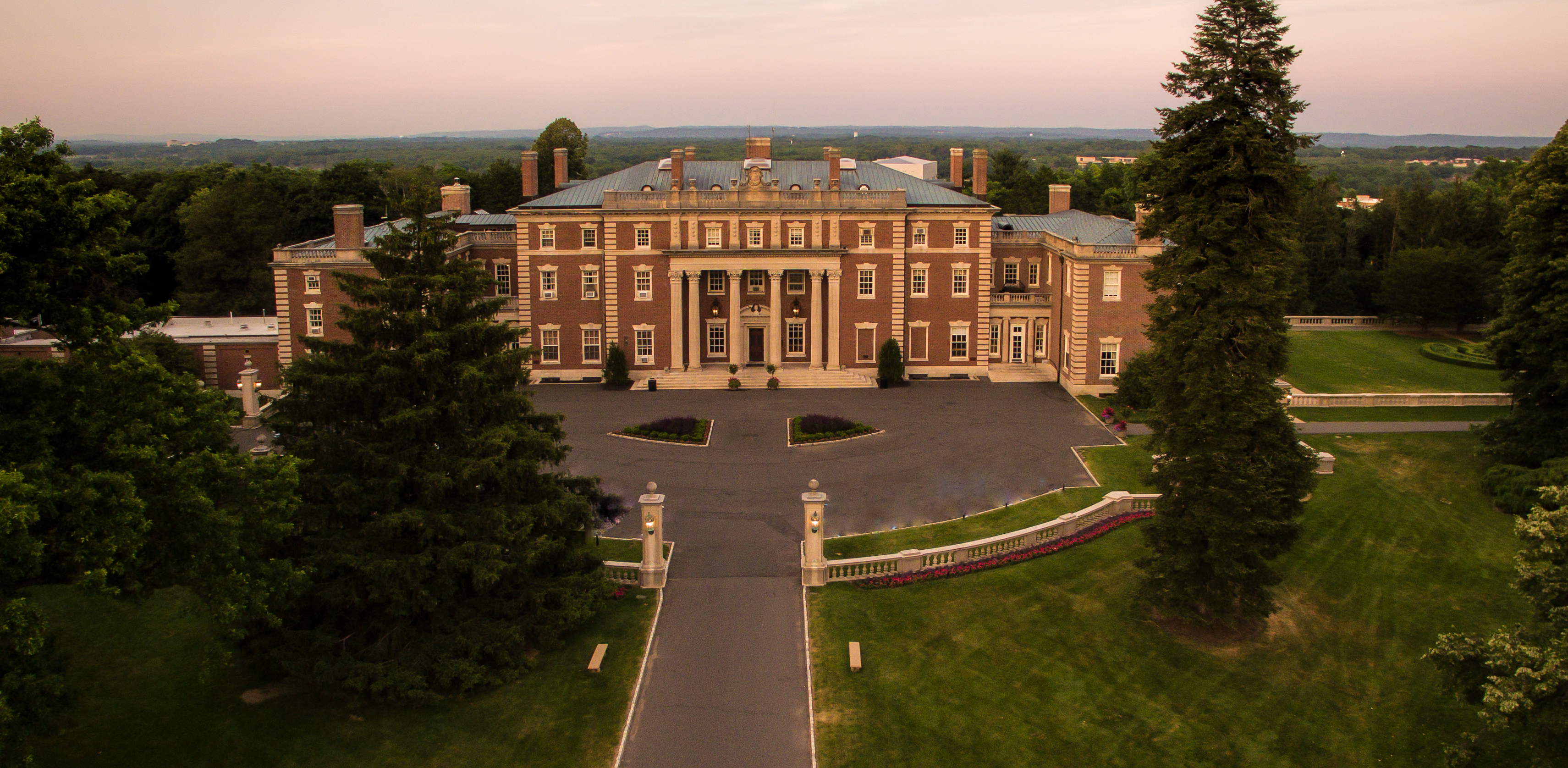
Vista aérea de Florham
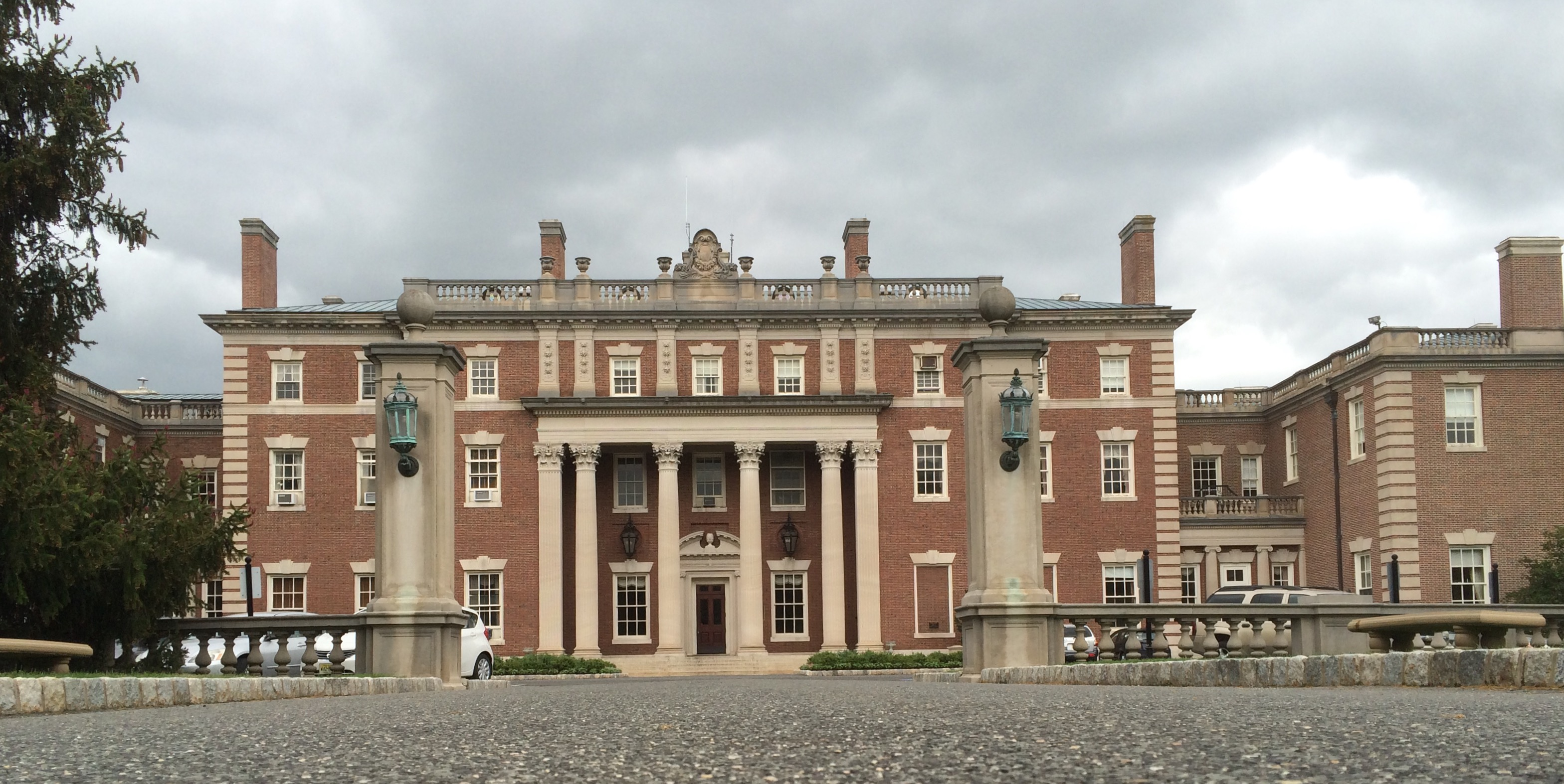
Frente a la mansión
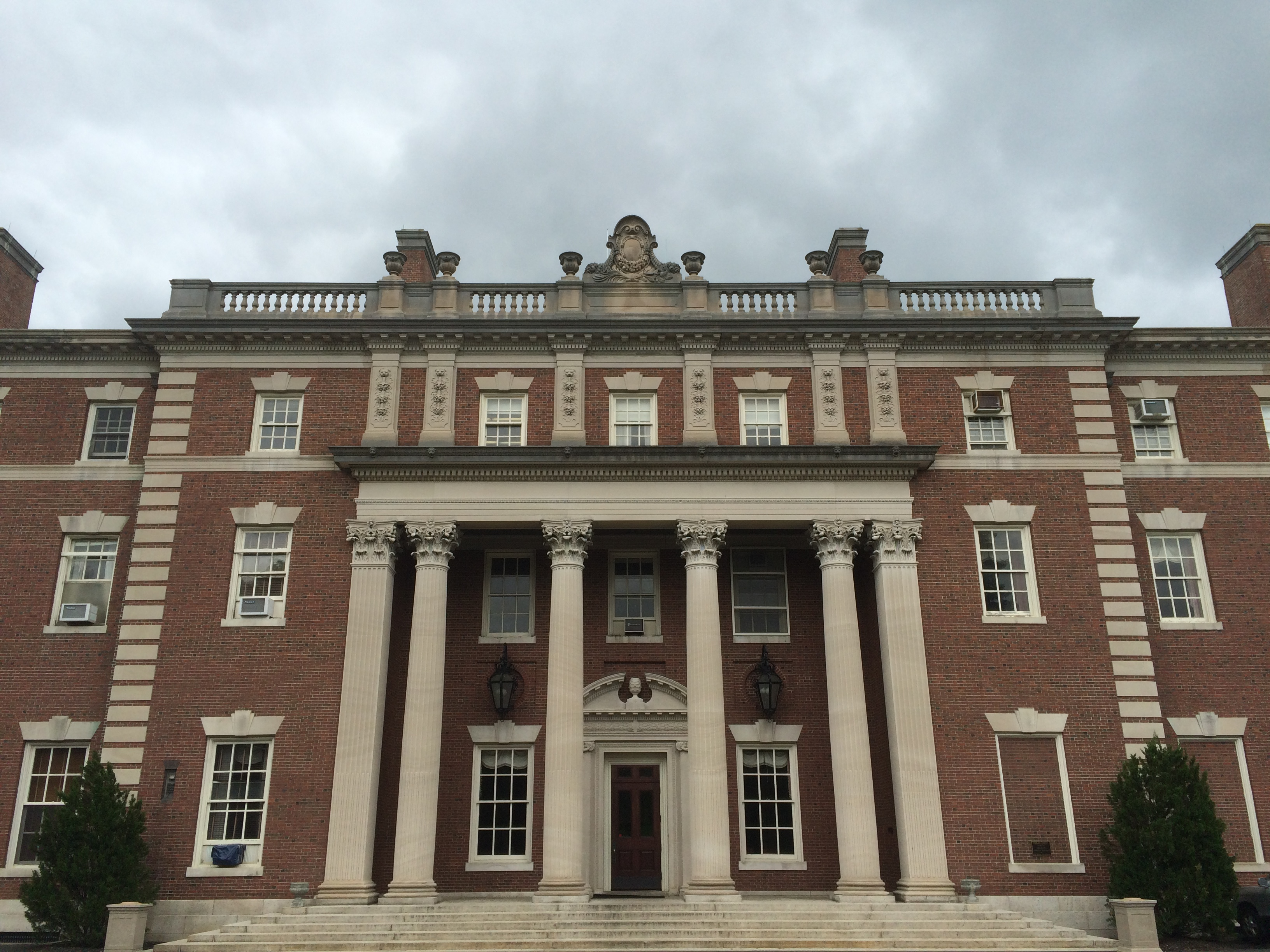
La entrada principal
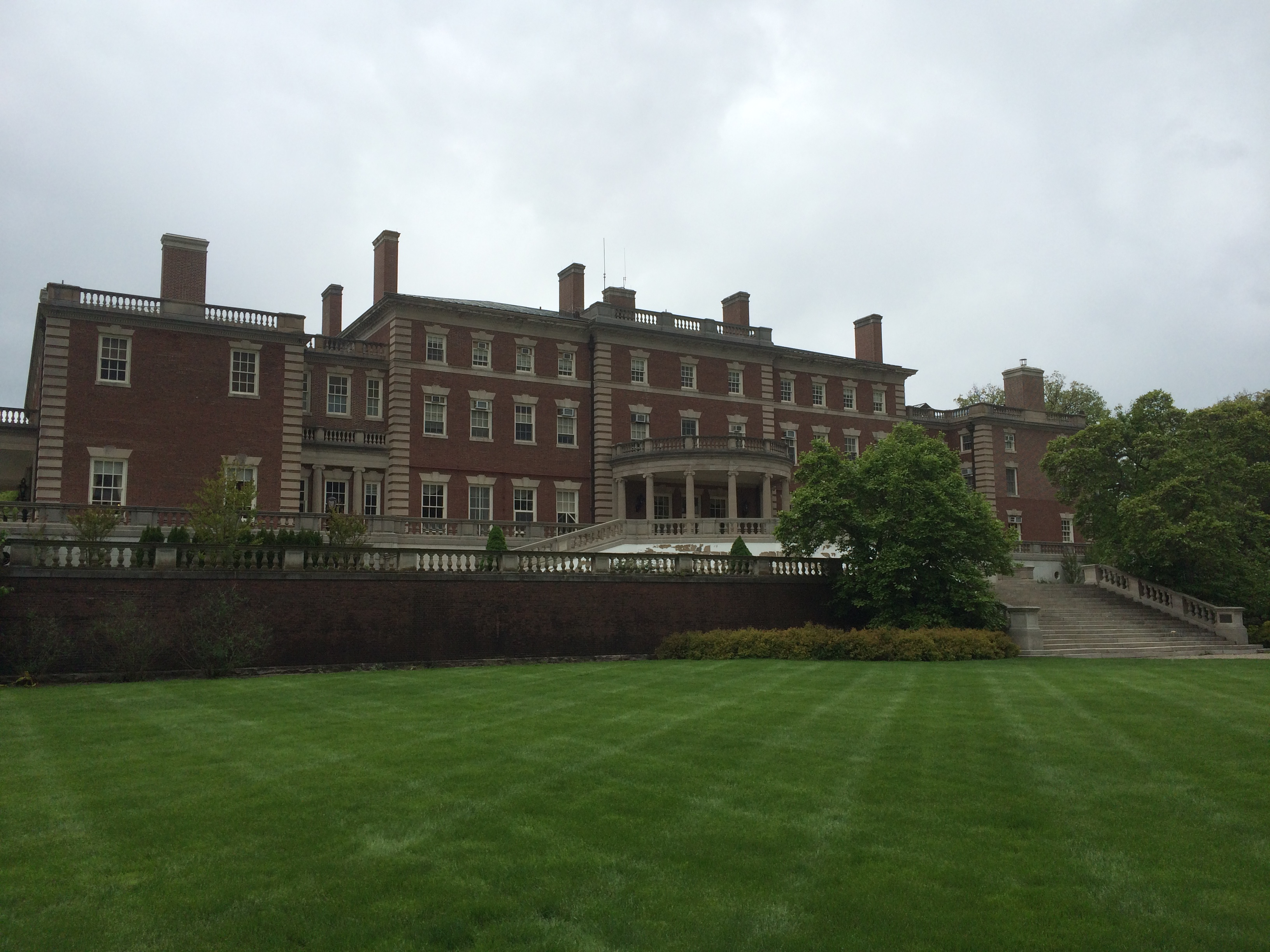
Vista desde el jardín